# Pedro Teixeira Neves
Pedro Teixeira Jardim Rocha Neves (Lisboa, 1969) é um jornalista, fotógrafo e escritor português.

## Biografia
Nascido em Lisboa e criado em Bragança, formou-se em Relações internacionais.
Dedicou-se ao jornalismo desde 1994, tendo trabalhado no Semanário (1994 a 1998), sido jornalista e chefe de redação da revista Arte Ibérica (1998 a 2001), colaborou como redactor e editor na Agenda Cultural de Lisboa (1999 a 2001) e em 2001, fundou a revista Magazine Artes que dirigiu de 2001 a 2007. Fundou ainda, a revista Ticketline magazine na qual foi editor e jornalista de 2008 a 2010 e é um dos críticos do site PNETliteratura (Portal e Comunidade de Literatura dos Países de Língua Portuguesa). Foi também jornalista e fotógrafo na revista Epicur.

## Obra literária
- Chiasco (2003) (poesia)[1]
- Uma Visita a Bosch (2001)[1]
- Histórias tais, animais e outras mais (2007)[2]
- Histórias de patente com tenente e outra gente (2007)[2]
- O Sorriso de Mona Lisa (2008)
- Amor de perdição (adaptação da obra de Camilo Castelo Branco (2008)[2]
- O livro que não queria dormir (2011)[2]
- Desprovérbios… Palavrices e Algumas Tolices (2012)
- A morte milagreira (2014)
- O Rei de Roupa Pouca (2014)
- Causas da Decadência de um Povo no seu Lar (2015). Coletivo com João Rios, Renato Filipe Cardoso e Rui Tinoco.
- 100 lugares para ouvir cantar o fado de Norte a Sul de Portugal co-autor com Orlando Leite

## Prémios de fotografia
- 2012 - Prémio Retratar Um Livro da Fundação José Saramago[1]
- 2013 - Prémio de Fotografia Reflexos de Lisboa[1]